# Улу (Вісконсин)
Улу (англ. Oulu) — місто (англ. town) в США, в окрузі Бейфілд штату Вісконсин. Населення — 560 осіб (2020).

## Демографія
Згідно з переписом 2010 року, у місті мешкало 527 осіб у 207 домогосподарствах у складі 148 родин. Було 304 помешкання
Расовий склад населення:
| - 96,0 % — білих - 0,8 % — корінних американців - 0,4 % — чорних або афроамериканців - 0,4 % — азіатів |

До двох чи більше рас належало 1,7 %. Частка іспаномовних становила 1,5 % від усіх жителів.
За віковим діапазоном населення розподілялося таким чином: 26,2 % — особи молодші 18 років, 63,6 % — особи у віці 18—64 років, 10,2 % — особи у віці 65 років та старші. Медіана віку мешканця становила 42,6 року. На 100 осіб жіночої статі у місті припадало 113,4 чоловіків;  на 100 жінок у віці від 18 років та старших — 112,6 чоловіків також старших 18 років.
Середній дохід на одне домашнє господарство  становив 62 378 доларів США (медіана — 62 500), а середній дохід на одну сім'ю — 69 625 доларів (медіана — 67 125). Медіана доходів становила 48 750 доларів для чоловіків та 34 375 доларів для жінок. За межею бідності перебувало 4,9 % осіб, у тому числі 1,6 % дітей у віці до 18 років та 13,1 % осіб у віці 65 років та старших.
Цивільне працевлаштоване населення становило 268 осіб. Основні галузі зайнятості: освіта, охорона здоров'я та соціальна допомога — 23,1 %, будівництво — 16,4 %, виробництво — 15,3 %.